# Jules Siegfried

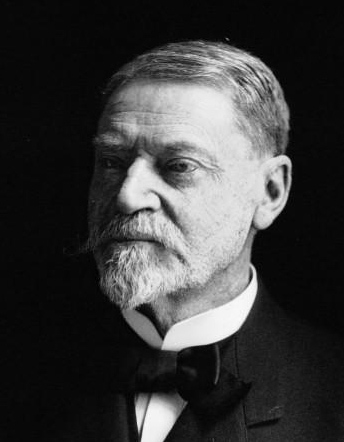
Jules Siegfried 1913

Jules Siegfried (* 12. Februar 1837 in Mülhausen; † 26. September 1922 Le Havre) war ein französischer Unternehmer und Politiker der Dritten Republik. Er war Bürgermeister der Stadt Le Havre (1878–1886), Abgeordneter im französischen Parlament (1885–1897 und 1902–1922), Handelsminister (1892–93) sowie Senator (1897–1900). Siegfried gehörte den gemäßigten Republikanern bzw. später der Alliance républicaine démocratique an.

## Leben

### Familie und Anfänge
Jules Siegfrieds Großvater war Tuchhändler und sein Vater hatte ein eigenes Handelshaus gegründet. Jules brach im Alter von 13 Jahren seine Schulausbildung ab und trat als Lehrling in das Handelshaus seines Vaters ein, dem er später beitrat, bevor er in die USA ging. 1862 kehrte er nach Frankreich zurück und gründete mit seinem Bruder Jacques Siegfried die Firma Siegfried Frères in Le Havre und Mülhausen, die sich auf den Baumwollhandel spezialisierte. Um 1870 wurde daraus die Compagnie Cotonnière. Im Herbst 1862 eröffnete das Unternehmen eine Niederlassung in Bombay. Die Brüder Siegfried wurden bald zu Millionären.
Zusammen mit seinem Bruder war er für die Gründung der École supérieure de commerce de Mulhouse (Handelshochschule von Mülhausen) verantwortlich, die 1866 nach dem Vorbild des Institut supérieur de commerce in Antwerpen ins Leben gerufen wurde. Die Schule wurde im Juli 1872 infolge der Annexion des Elsass geschlossen. Sie diente als Vorbild für die Schule in Lyon, aus der viele ihrer Professoren hervorgingen. Die Brüder Siegfried verließen das Elsass und ließen sich in der Normandie nieder, wo sie die École supérieure de commerce de Rouen und die École supérieure de commerce du Havre gründeten, die noch heute bestehen. Eine Niederlassung ihres Handelshauses wurde in New Orleans eröffnet, während sein Bruder Jacques sich 1865 zurückzog und durch seinen anderen Bruder Ernest ersetzt wurde.

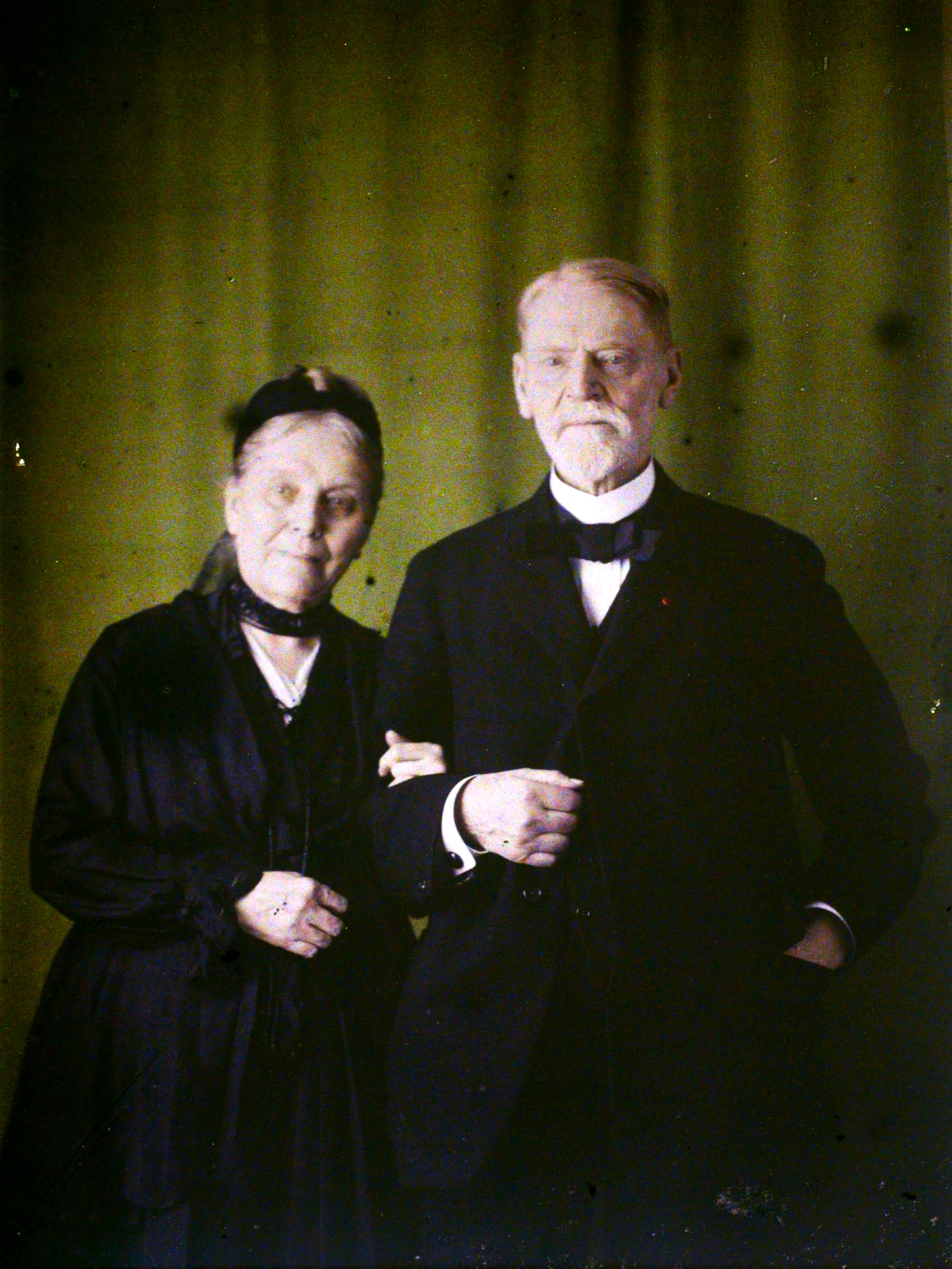
1921 Jules und Julie Siegfried

Jules Siegfried heiratete am 2. Februar 1869 in Alès Julie Puaux. Julie Siegfried war Feministin und Vorsitzende und Gründerin zahlreicher Hilfs- und Kriegsorganisationen. Jules teilte den Kampf seiner Frau für das Frauenwahlrecht und leitete unter anderem die 1918 in der Abgeordnetenkammer gegründete „Gruppe für Frauenrechte“. 1922 starb er nur wenige Monate nach seiner Frau. Sie sind die Eltern des Historikers und Soziologen André Siegfried, der zunächst Mitglied der Académie des sciences morales et politiques war und später in die Académie française gewählt wurde.

### Politik
Siegfried war Erster Beigeordneter (1870–1873) und später Bürgermeister von Le Havre (1878–1886), von 1877 bis 1895 vertrat er den Kanton Bolbec im Generalrat des Départements Seine-Inférieure. Von 1885 bis 1897 war er für drei Legislaturperioden Abgeordneter desselben Départements im Unterhaus des französischen Parlaments. In dieser Zeit saß er in der Fraktion Union républicaine, die Abgeordnete der gemäßigten Republikaner vereinigte. In den kurzlebigen Kabinetten Ribot I und II war Siegfried von Dezember 1892 bis März 1893 Minister für Handel, Industrie und Kolonien. Er wurde 1897 in den französischen Senat gewählt, aus dem er jedoch nach drei Jahren wieder ausschied. 
Nach der Spaltung der gemäßigten Republikaner infolge der Dreyfus-Affäre und der Bildung des Bloc des gauches unter Pierre Waldeck-Rousseau war Siegfried einer der Anführer der 1901 gegründeten Alliance républicaine démocratique (ARD). Danach gehörte er von 1902 bis zu seinem Tod 1922 – während fünf Legislaturperioden – erneut der Deputiertenkammer an. Er war Fraktionsmitglied der Gauche démocratique (1906–1914), der Républicains de gauche (1914–1919) und zuletzt der Gauche républicaine démocratique (1919–1922), die der ARD nahestanden. Diese bezeichneten sich selbst aus historischen Gründen immer noch als „Linke“, obwohl sie durch die allgemeine Linksdrift des politischen Spektrums (sinistrisme) von Radikalen und Sozialisten mittlerweile in die rechte Mitte des Parlaments verdrängt worden waren. Ab Januar 1918 war er der Alterspräsident der Chambre des députés.
In der Kammer befasste er sich vornehmlich mit Handels-, Schifffahrts-, Finanz- und Sozialfragen. Im Nachhinein ist vor allem sein Einsatz für den sozialen Wohnungsbau in Erinnerung. So förderte das „Siegfried-Gesetz“ vom 30. November 1894 die Gründung von gemeinnützigen Wohnbauträgern. Als erster Präsident des Musée social war er in einer Organisation tätig, die den sozialen Wohnungsbau im Speziellen und die Sozialgesetzgebung Frankreichs im Allgemeinen nachhaltig beeinflusste.

### Nachruhm

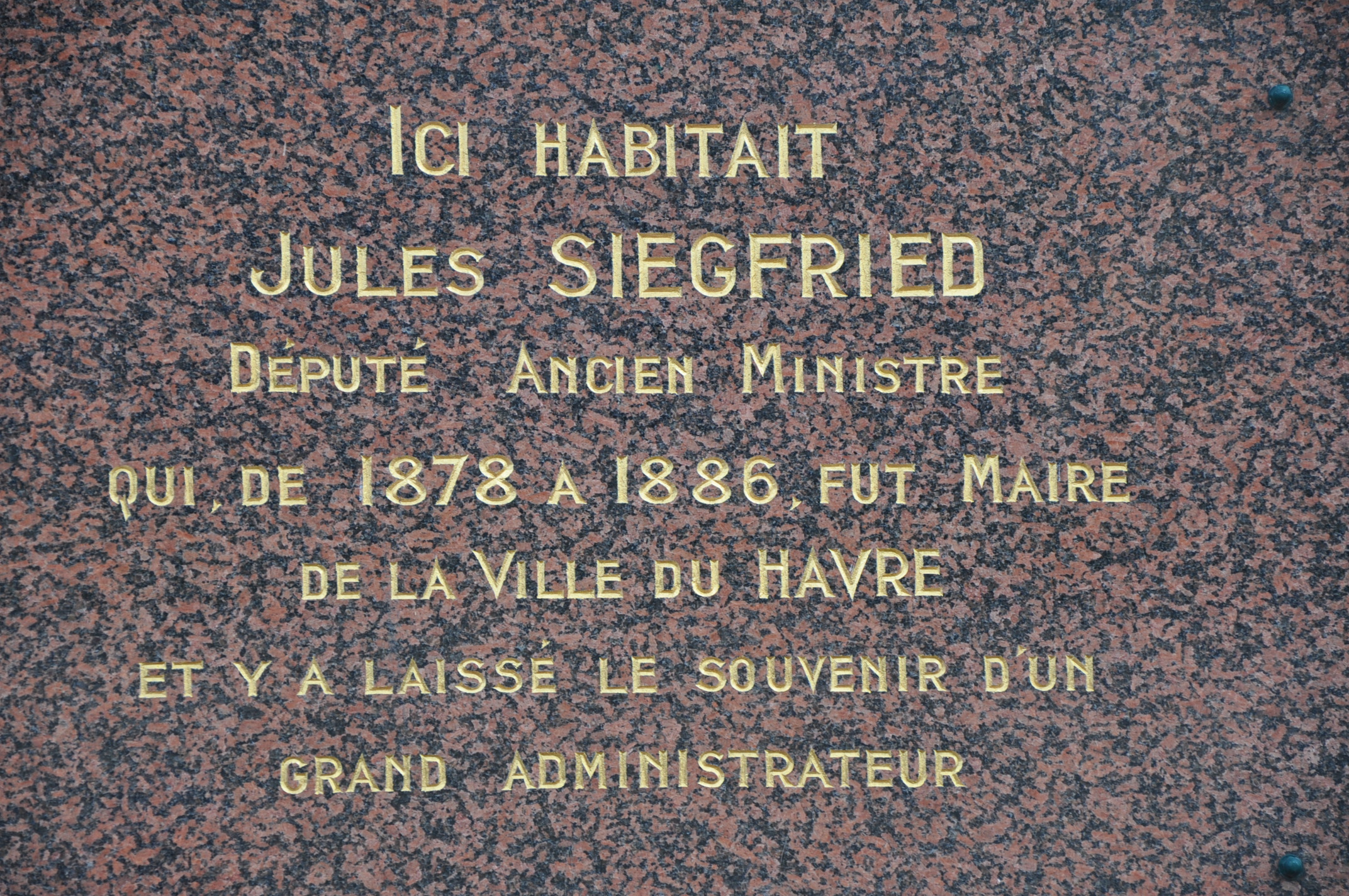
Gedenktafel

Jules Siegfried war Offizier der Ehrenlegion, Mitglied der Handelskammer von Le Havre, Gründer der Société des cités ouvrières (Gesellschaft der Arbeitersiedlungen), des Cercle Franklin und der Bains et lavoirs publics (Öffentliche Bäder und Waschhäuser). In Belgien wurde er zum Großoffizier des Kronenordens ernannt.
In Straßburg ehrt eine von Pierre Klein ausgeführte Bronzeplatte mit seinem Konterfei sein Andenken an der Route du Polygone neben der protestantischen Kirche von Neudorf. In vielen französischen Städten tragen Straßen seinen Namen (zum Beispiel in der Campagne à Paris); in Le Havre und Paris sind Schulen nach ihm benannt.

## Werke
- La Misère, son histoire, ses causes, ses remèdes, G Baillère, 1877
- Quelques mots sur la question des chemins de fer en France, Brindeau, 1875[14]
- L’Éducation dans les écoles communales du Havre, impr. du journal Le Havre, 1879